# Nerses IV el Agraciado
Nerses IV el Agraciado (en armenio: Սուրբ Ներսէս Դ. Կլայեցի (Շնորհալի); también Nerses Shnorhali', Nerses de Kla o San Nerses el Agraciado; 1102 - 13 de agosto de 1173) fue Catholicós de Armenia de 1166 a 1173. Una traducción más precisa de su epíteto Shnorhali es lleno de Gracia. Recibió el apelativo de Shnorhali por parte de sus contemporáneos debido a la calidad irénica de sus escritos.
Durante su etapa como obispo y, más tarde, como Catholicos de la Iglesia armenia, Nerses trabajó para lograr la reconciliación con la Iglesia ortodoxa oriental, y convocó un concilio con emisarios seleccionados por el propio Emperador bizantino para discutir cómo podrían reunir a las dos iglesias. Sin embargo, las condiciones ofrecidas por el emperador eran inaceptables tanto para Nerses como para la Iglesia armenia, y las negociaciones fracasaron.
Nerses es recordado como  teólogo, poeta, escritor y compositor de himnos. Se le ha llamado el Fénelon de Armenia por sus esfuerzos para sacar a la iglesia armenia de su aislamiento, y ha sido reconocido como santo por la Iglesia católica, que celebra su fiesta el 13 de agosto, y por la Iglesia Apostólica Armenia, que lo festeja a mediados de octubre, el sábado de la Cuarta Semana de la Santa Cruz.

## Biografía

### Primeros años
Nerses nació en 1102 (o 1098 según algunas autoridades) en el seno de la noble familia Pahlavuni, en el reino armenio de Cilicia, cerca de la actual Aintab, Turquía. Tras la temprana muerte de su padre, Nerses y su hermano mayor Gregorio fueron puestos bajo la tutela de su tío abuelo materno, Gregorio II el Martirófilo, quien los internó en el monasterio de Fhoughri. Más tarde, el sucesor de Gregorio los puso bajo la tutela del monje Stepanos Manouk, erudito y teólogo de gran prestigio. 
La familia de Nerses, los Pahlavuni, mostraba cierto grado de nepotismo, incluso en el ámbito de las vocaciones religiosas. El propio Nerses fue ordenado sacerdote célibe a los 17 años y consagrado obispo a los 35.

## Obispado
En 1125, Nerses ayudó a su hermano mayor, ahora Catholicos Gregorio III de Cilicia, a trasladar el catolicismo a Dzovk, cerca del lago Kharput, en la propiedad de su padre, el príncipe Abirad. En 1138, en medio de tensiones políticas, Gregorio y Nerses emprendieron una peregrinación a Jerusalén y, de camino, participaron en un sínodo en Antioquía para examinar el comportamiento de Ralph of Domfront, Patriarca latino de Antioquía. Al concluir el sínodo, Gregorio continuó hacia Jerusalén, enviando de vuelta a Nerses.
En 1165, estallaron las hostilidades entre Teodoro II de Armenia y Oshin de Lampron, los dos príncipes armenios más fuertes del Cilicia.Gregorio envió a su hermano Nerses a mediar.
En su camino hacia la mediación, Nerses se detuvo en Mamistra, donde se reunió con el gobernador bizantino Alexios Axouch y discutió las tensas relaciones entre las iglesias armenia y griega desde que la Iglesia ortodoxa de Grecia declaró a la Iglesia Armenia y a la Iglesia Jacobita herejes en 1140. Axouch quedó lo suficientemente impresionado por esta discusión como para instar a Nerses a que escribiera una exposición de la fe armenia que Axouch pudiera remitir al emperador en Constantinopla. Nerses así lo hizo, subrayando en su carta que, dado que tanto la Iglesia armenia como la griega aceptaban las declaraciones del  Primer Concilio de Éfeso, no había ninguna razón clara para que no estuvieran de acuerdo, sin hacer declaraciones polémicas sobre el posterior Concilio de Calcedonia y su Confesión.
A la vuelta de Nerses de sus exitosos esfuerzos de mediación en la guerra de Armenia, y la muerte de su hermano Gregorio poco después, Nerses fue nombrado Catholicos de la Iglesia Armenia.